# Prik og Plet Søen kalder
Prik og Plet Søen kalder er en animationsfilm fra 2011 instrueret af Lotta og Uzi Geffenblad efter eget manuskript.

## Handling
Prik og Plet leger pirater. De bygger en flåde med dødningeflag og begiver sig ud på havet. Men for megen sol får dem til at til at starte en farlig fægteduel. De bliver både skoldede og får sig en ufrivillig svømmetur. Så er det alligevel bedre med en sandwich i sofaen.